# Alophosia
Alophosia là một chi rêu trong họ Polytrichaceae.